# Ílhavo
Ílhavo is een plaats en gemeente in het Portugese district Aveiro.
De gemeente heeft een totale oppervlakte van 73 km² en telde 41.271 inwoners in 2008.
De gemeente kreeg op 13 oktober 1296 een charter van D. Dinis en werd op 9 augustus 1990 verheven tot stad. Ilvaho is beroemd om de porseleinindustrie van de onderneming Vista Alegre (porselein) en om zijn rol in de kabeljauwvisserij. 
De stad heeft een cultureel centrum dat werd ingehuldigd op 24 maart 2008. Het is een imposant, modern en gedurfd gebouw, een project van de architect Ilídio Ramos, dat uitkijkt over de Avenida 25 de Abril, de belangrijkste verkeersader van de stad Ílhavo. Het is een glazen gebouw dat doet denken aan traditionele strandhuisjes, gekenmerkt door architectonische durf.
In 2016 werd bovendien een concertgebouw geopend, dat gebruikt wordt voor shows, seminaries, bedrijfs- en sociale evenementen, lezingen, conferenties, trainingen, catering en vergaderingen. De concertzaal heeft een capaciteit van 200 personen zittend of 350 staand.
Er is ook een visserijmuseum ((Museu Marítimo).
In de gemeente Ílhavo, in Barra, staat een vuurtoren (Farol da Barra), de hoogste van de 48 maritieme vuurtorens in Portugal. De vuurtoren en het strand van Barra maken deel uit van de parochie van Gafanha da Nazaré. 

## Freguesias
Ílhavo bestaat uit de volgende freguesias:

Strand en vuurtoren bij Gafanha da Nazaré

- Gafanha da Encarnação
- Gafanha da Nazaré
- Gafanha do Carmo
- Ílhavo